# Günzburg (Familie)

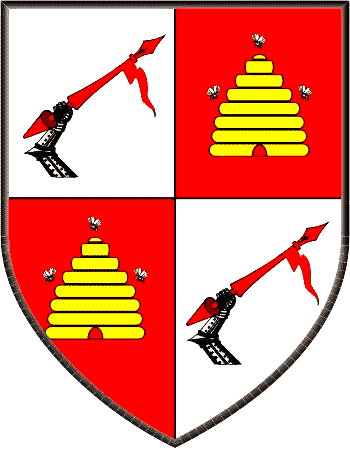
Wappen der Barone von Günzburg

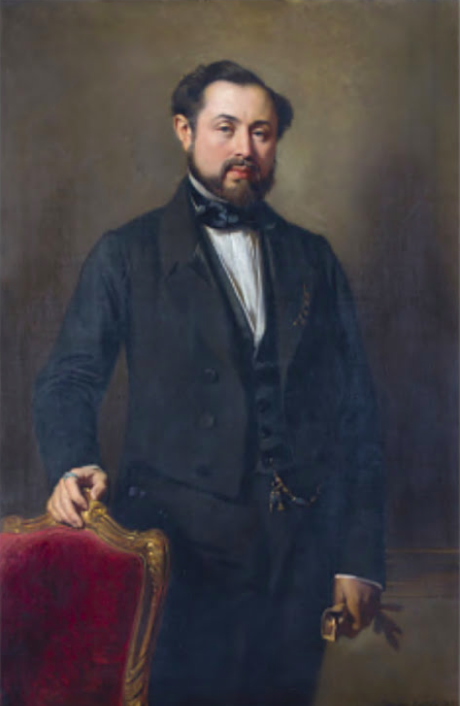
Joseph de Günzburg (1812–1878), von Édouard Dubufe

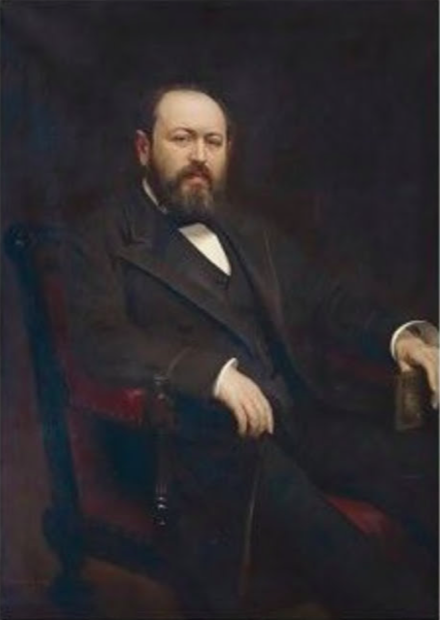
Horace de Günzburg (1833–1909), nach Ivan Kramskoy

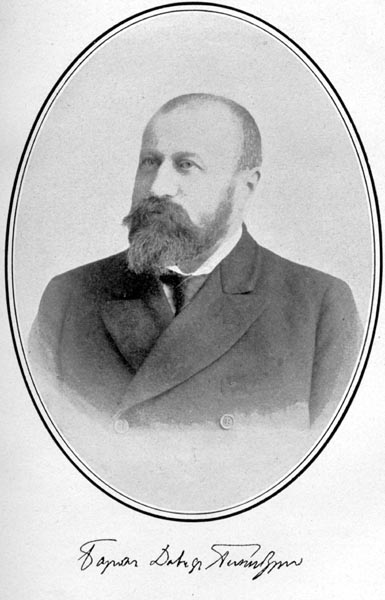
Baron David Günzburg (1857–1910)

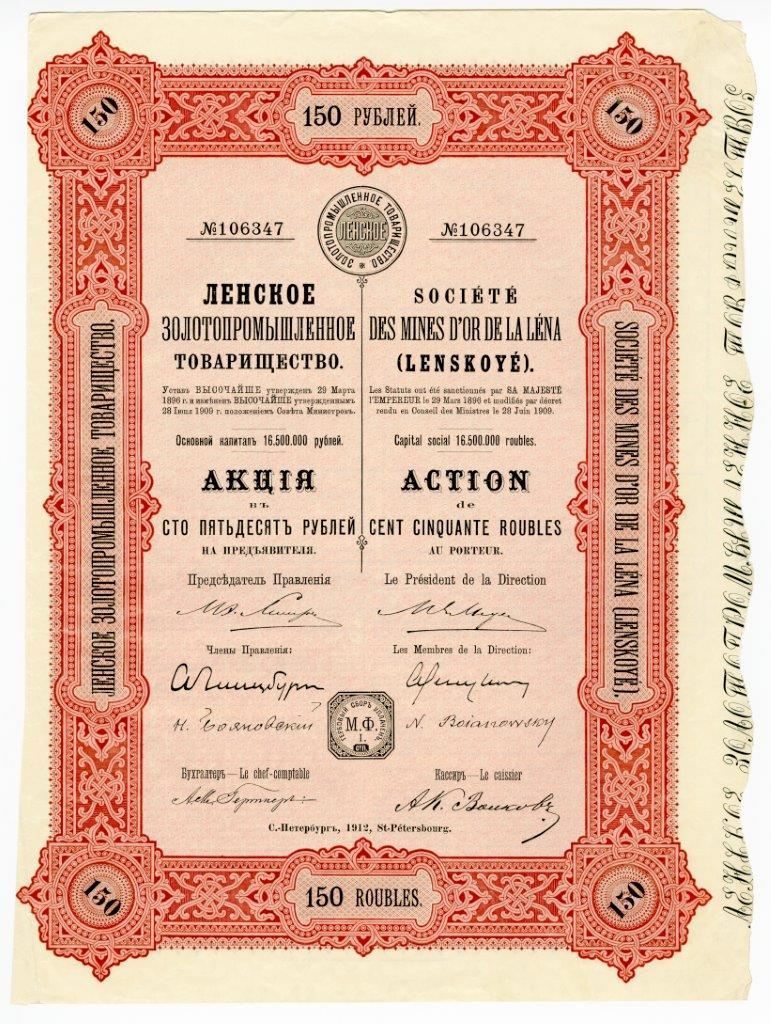
Aktie der „Lena Gold-Mining Partnership“

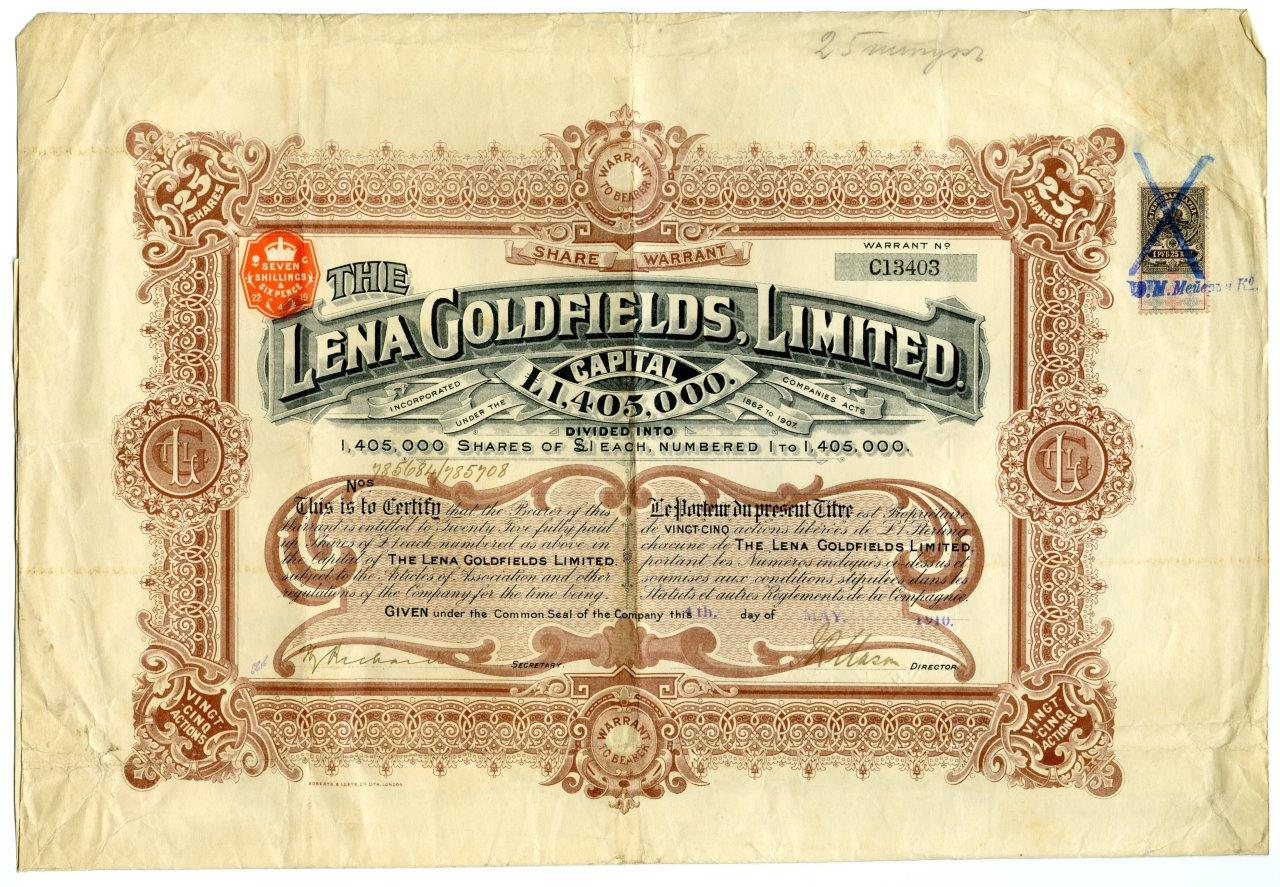
Lagerschein für Aktien der „Lena Goldfields Ltd.“

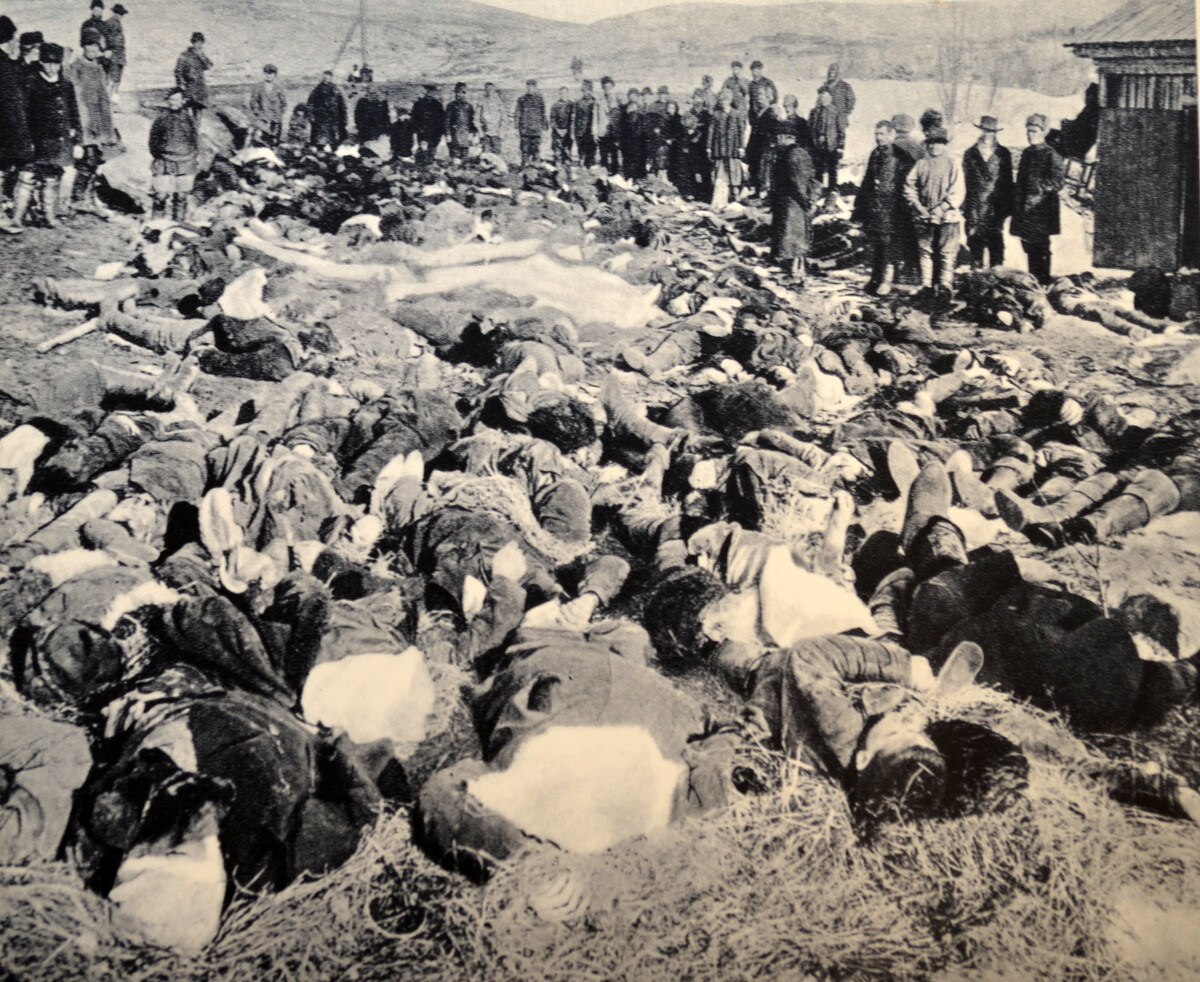
Photo der Opfer des „Lena-Massakers“

Die Familie Günzburg (oder Gunzbourg) war eine aschkenasische Rabbiner-, Händler- und Bankiersdynastie.

## Geschichte
Im Verlauf des 15. bis 18. Jahrhunderts gelangte die Familie Günzburg von Portugal über Bayern nach Polen-Litauen. Mit den Teilungen Polens wurden sie Untertanen des russischen Kaiserreiches. Ihre männlichen Mitglieder waren in dieser Zeit Rabbiner. Zu ihrem heutigen Namen Günzburg (auch Gunzburg oder Gunzbourg geschrieben) kam die Familie durch ihren zeitweiligen Aufenthalt in der damals vorderösterreichischen Stadt Günzburg. Erster Träger des Familiennamens „Günzburg“ war Simeon ben Eliezer (1506–1585), genannt Simon von Günzburg. Er war nicht nur ein erfolgreicher Händler, sondern auch Rabbiner der jüdischen Gemeinde in Günzburg und von 1543 bis zu seinem Tod 1585 gewählter Vertreter der Juden im Herzogtum Bayern. Er stand in engem Kontakt zu Karl V., Angehöriger des Herrscherhauses Habsburg und Kaiser des Heiligen Römischen Reiches.
Im späten achtzehnten Jahrhundert brach ein Familienmitglied, Naphtali Herz Günzburg (?–1797), mit der Familientradition und wurde statt Rabbiner Händler. Dessen Sohn Gabriel-Jacob Günzburg (1793–1853) handelte erfolgreich mit einer breiten Palette von Gütern, darunter Holz, Getreide, Zucker und alkoholische Getränke. 1849 wurde er in die „Erste Gilde der Kaufleute“ aufgenommen und erhielt den Titel „Ehrenbürger“. Sein Sohn Joseph Günzburg (1812–1878) zog in den früher 1830er Jahren in die Stadt Kamjanez-Podilskyj und spezialisierte sich auf den Alkoholhandel. Er erhielt in mehreren russischen Provinzen die alleinige Lizenz für den Großhandel mit alkoholischen Getränken. Auf diese Weise gelangte Joseph Günzburg, insbesondere während des Krimkriegs (1853–1856), zu großem Reichtum.
Nachdem er von Zar Alexander II. die Erlaubnis erhalten hatte, den für Juden im russischen Kaiserreich festgelegten Siedlungsbereich („Ansiedlungsrayon“) zu verlassen, zog er 1859 nach St. Petersburg und gründete dort im selben Jahr die Bank „J. E. Günzburg“. Die schwierige finanzielle Lage des russischen Kaiserreichs nach dem verlorenen Krimkrieg zwang die russische Regierung zur Aufgabe des Monopols für Staatsbanken. Die Günzburg-Bank vergab Kredite insbesondere an russische Eisenbahnunternehmen und half diesen auch Anleihen auf den Finanzmärkten Westeuropas zu emittieren. Die Bank beteiligte sich aber aufgrund ihres begrenzen Kapitals nicht an den Eisenbahnunternehmen. Um ihren russischen Kunden die Möglichkeit zu geben, ihre finanziellen Angelegenheiten außerhalb Russlands besser zu regeln, eröffnete die Bank 1867 eine Filiale in Paris. Deren Leitung wurde von Salomon Günzburg (1848–1905) übernommen. „J. E. Günzburg“ stieg rasch zu einem der führenden Banken im Russischen Kaiserreich auf, insbesondere nachdem Alexander von Stieglitz (1814–1884) 1860 sein Bankhaus „Stieglitz & Co.“ aufgelöst hatte, um Gouverneur der von Zar Alexander II. neu gegründeten „Staatsbank des Russischen Reiches“ zu werden. In den folgenden Jahren half „J. E. Günzburg“ bei der Gründung einer Reihe von russischen Großbanken und beteiligte sich an deren Kapital: 1868 die Private Handelsbank in Kiew und die Diskonto- und Kreditbank in St. Petersburg, 1871 die Russische Bank für Außenhandel, 1872 die Sibirische Handelsbank und 1879 die Diskontobank Odessa in Odessa. Auf diese Weise schuf sich die Bank der Günzburgs ein Netzwerk von Banken, welches das ganze russische Kaiserreich umfasste.
Als Dank für gute Dienste wurde Joseph Günzburgs Sohn, Horace Günzburg (1833–1909), von Großherzog Ludwig III. von Hessen und bei Rhein 1868 zum Generalkonsul des Großherzogtums Hessen in St. Petersburg ernannt. 1870 erhob der Großherzog Horace Günzburg und 1874 dessen Vater Joseph Günzburg in den erblichen Freiherrnstand des Großherzogtums. 1879 gestattete Zar Alexander II. der Familie Günzburg den Adelstitel Baron im russischen Kaiserreich zu führen. Sie wurde so die einzige geadelte jüdische Familie Russlands.
Neben seiner Bank investierte Joseph Günzburg u. a. in Schifffahrts- (z. B. auf dem Fluss Scheksna), Versicherungs-, Metallurgie- (z. B. im Ural) und Platinbergbauunternehmen. Auch die Landwirtschaft interessierte ihn. Beginnend 1861 mit dem Erwerb von etwa 55.000 Hektar Ackerland in Bessarabien, besaßen die Günzburgs in den 1870er Jahren bereits 192.682 Hektar, neben Bessarabien insbesondere in Podolien (einschließlich Zuckerraffinerien) und auf der Krim (einschließlich Salinen).
Zusätzlich erwarb 1873 Joseph Günzburg das 1855 gegründete Goldbergbauunternehmen „Lenskoye Zolotoye Tovarishchestvo“, kurz „Lenzoto“, mit Goldvorkommen am sibirischen Fluss Lena und vergrößerte es weiter durch Zukäufe. Aufgrund des großen Kapitalbedarfs wurde das Unternehmen 1896 in eine Aktiengesellschaft umgewandelt, für familienfremde Aktionäre geöffnet und in „Lena Gold Mining Partnership“ umbenannt. Seit 1905 an der Börse von St. Petersburg notiert, wurde das Unternehmen 1908 zwecks Beschaffung weiteren Kapitals in eine extra hierfür gegründete britische Investmentfirma, die „Lena Goldfields Limited“, eingebracht. Nur noch etwa 30 % des Aktienkapitals verblieben in den Händen der Familie Günzburg, doch behielt sie die Kontrolle über das Unternehmen, da sie weiterhin mit Alfred Günzburg (1865–1936) den Generaldirektor der Unternehmensleitung stellte. Nach dieser zweiten Restrukturierung äußerst profitabel, stieg das Unternehmen bis zum Ersten Weltkrieg zum größten Goldbergbauunternehmen im Russischen Kaiserreich auf. Überschattet wurde diese positive wirtschaftliche Entwicklung vom sogenannten Lena-Massaker am 17. April 1912, als ein zaristisches Regiment in dem Ort Bodaibo auf streikende Arbeiter der „Lena Goldfields Ltd.“ schoss, wobei es mindestens 150 Tote und 100 Verwundete gab.
Schlechte Investitionen (u. a. eine fehlgeschlagene Spekulation in argentinischen Eisenbahnaktien durch die Pariser Bankniederlassung) und die schwierige russische Wirtschaftskonjunktur trieben die Bank „J. E. Günzburg“ und ihre Pariser Filiale 1892 in den Konkurs. Anderen Investitionen der Familie Günzburg waren hiervon nicht betroffen. Vier Jahre später war es gelungen, die Bank abzuwickeln, ohne dass ein Kunde Geld verloren hatte. Joseph Günzburgs Enkel, Jacques de Gunzburg (1853–1929), gründete 1911 erneut eine Bank, die „Jacques de Gunzburg & Cie.“ in Paris.
In Folge der russischen Revolution 1917 wurde die Familie Günzburg entschädigungslos enteignet. Die noch in Russland lebenden Familienmitglieder flohen nach Frankreich und in die Schweiz.

## Stammbaum (vereinfacht)
- Naphtali Herz Günzburg (?–1797), russischer Händler
  - Gabriel-Jacob Günzburg (1793–1853), russischer Händler und Philanthrop, verheiratet mit Lea Kamenets-Podolsk (?–1848)
    - Joseph Günzburg (1812–1878), seit 1874 Baron von Günzburg, russischer Händler, Bankier und Philanthrop, lebte seit 1857 in Paris in der 7 Rue de Tilsit, verheiratet mit Rosa Dynin (1814–1892)
      - Alexander von Günzburg (1831–1878), verheiratet mit Rosalie Ettinger (1829–1897)
        - Gabriel Jacob (Jacques) de Gunzbourg (1853–1929), Bankier in Paris, verheiratet mit Quêta de Laska (1868–1925)
          - Nicolas de Gunzburg (1904–1981), Bankier und Herausgeber verschiedener Zeitschriften

      - Horace de Gunzburg (auch Naphtali Herz Günzburg genannt, 1833–1909), Bankier und Philanthrop, Mitbegründer der wohltätigen Organisation „World ORT“, verheiratet mit Anna Rosenberg (siehe unten im Stammbaum, 1838–1876)
        - Gabriel de Gunzburg (1855–1926), russischer Staatsrat
        - David Günzburg (1857–1910), Orientalist, veröffentlichte 1908 zusammen mit Wladimir Stassow das Buch L’ornement hébreu, förderte 1908–1909 den jungen Marc Chagall, verheiratet mit seiner Cousine Mathilde de Gunzburg (1864–1945), Tochter von Ury de Gunzburg (siehe weiter unten im Stammbaum, 1840–1914)
        - Louise de Gunzburg (1862–1921), verheiratet mit Joseph Sassoon (1855–1918), Mitglied der britisch-jüdischen Händlerfamilie Sassoon
        - Alexander Moses (Sasha) de Gunzburg (1863–1948), Präsident der jüdischen Gemeinde in St. Petersburg, Offizier der russischen Armee und nach der russischen Revolution Bankier in Amsterdam, verheiratet mit Rosa Warburg (1870–1922)
          - Olga de Gunzburg (1897–1986), verheiratet mit Ignacio Isaac Bauer y Landauer (1891–1962), einem Nachkommen des Madrider Bankiers und Direktor der spanischen Rothschild-Repräsentanz Ignacio Salomon Bauer (1828–1895)
          - Vera de Gunzburg (1898–1972), verheiratet mit Paul Dreyfus (1895–1967), Schweizer Bankier, Mitinhaber der Basler Bank Dreyfus Söhne & Cie

        - Alfred de Gunzburg (1865–1936), Offizier bei den Dragonern der kaiserlich russischen Armee, danach Leitung des Bergbauunternehmens „Lenzoto“, verheiratet mit Sonia Ashkenasy (1875–1929), Schwester von Siegfried Ashkenasy (siehe weiter unten im Stammbaum, 1873–1949)
          - Anne de Günzburg (1901–?), verheiratet mit: 1: Jean-Alexandre David-Weill (1898–1972), Konservator für islamische Kunst am Louvre, Sohn des Bankiers David David-Weill (1871–1952); 2. Charles-Emile Weil

        - Mathilde de Gunzburg (1866–1917), verheiratet mit Ludwig von Gutmann (1860–1900), Sohn des österreichischen Industriellen David von Gutmann (1834–1912)
        - Isaac Demitri (Berza) de Gunzburg (1870–1918), im russischen Bürgerkrieg verschollen, verheiratet mit Marguerite (Guetia) Brodskyj (1884–1973), Tochter des russischen Zuckerindustriellen Lasar Brodskyj (1848–1904)
        - Pierre de Gunzburg (1872–1948), Bankier und Industrieller, verheiratet mit Yvonne Deutsch de la Meurthe (1882–1962), Tochter des französischen Industriellen und Philanthrop Émile Deutsch de la Meurthe (1847–1924)
          - Phillippe de Gunzbourg (1904–1986), Bankier, Widerstandskämpfer und Spion, verheiratet mit: 1. Gaby Berteau (1906–1958); 2. Antoinette Kahn (1910–2001)
          - Aline Elisabeth de Gunzbourg (1915–2014), verheiratet mit: 1. André Strauss (1903–1939); 2. Hans von Halban (1908–1964); 3. Jesaja Berlin (1909–1997)

        - Vladimir de Gunzburg (1873–1932), emigrierte nach der Russischen Revolution von 1905 von Kiew nach Paris, finanzierte zwischen 1912 und 1914 mehrere ethnographische Expeditionen von Salomon An-ski (1863–1920) im jüdischen Ansiedlungsrayon, verheiratet mit Clara Brodskyj (1880–1940), Tochter des russischen Zuckerindustriellen Lasar Brodskyj (1848–1904)
          - Anna de Gunzburg (1900–1998), verheiratet mit: 1. André Prévost (1875–1951), Reiter und Tennisspielers; 2. Robert Merle d’Aubigné (1900–1989), Orthopäde

        - Anna de Gunzburg (1876–1956), verheiratet mit Siegfried Ashkenasy (1873–1949), Inhaber der Bank „Moses Ashkenasy“ in Odessa, Bruder von Sonia Ashkenasy (siehe weiter oben im Stammbaum, 1875–1929)

      - Ury de Gunzburg (siehe weiter oben im Stammbaum, 1840–1914), Besitzer des französischen Château de Chambaudoin nahe Orléans, verheiratet mit Ida Merpert (1841–1926)
      - Eve-Mathilde de Gunzburg (1844–1894), verheiratet mit Paul Fould (1837–1917), Requetenmeister im französischen Staatsrat
        - Louise de Gunzburg (1862–1945), verheiratet mit Emile Halphen (1857–1913), Bankier, Sohn des Georges Halphen (1832–1906), Diamanthändler, Bankier und Direktor der „Compagnie des chemins de fer du Nord“, und der Henriette Antonia Stern (1836–1905)
          - Germaine Halphen (1884–1875), verheiratet mit Édouard Alphonse James de Rothschild (1868–1949), Mitglied der Familie Rothschild, Bankier, Kunstsammler und Pferdezüchter

      - Salomon de Gunzburg (1848–1905), Bankier, leitete die Filiale von „J. E. Günzburg“ in Paris, verheiratet mit Henriette Goldschmidt
        - Marguerite (Daisy) de Gunzburg (1881–1974), verheiratet mit Chevalier Robert de Bauer (1876–?), Bankier in Brüssel, Sohn des belgischen Bankiers sowie k. u. k. österreichisch-ungarischen Generalkonsuls in Brüssel Raphaël de Bauer (1843–1916) und der Alice Lambert (1850–1948), Cousin von Adele Bloch-Bauer[14][15]
        - Jean de Gunzburg (1884–1959), verheiratet mit Madeleine Hirsch (1894–1979)
          - Alain de Gunzburg (1925–2004), verheiratet mit Minda Bronfman (1925–1985), nach ihr ist das „Minda de Gunzburg Center for European Studies“ (CES) der Universität Harvard benannt, Tochter von Samuel Bronfman (1891–1971), dem Gründer des kanadischen Mischkonzerns Seagram
            - Jean de Gunzburg (* 1955), „Chief Scientific Officer“ bei „Da Volterra“, einem Pariser biotechnischen Unternehmen
            - Charles de Gunzburg (* 1961), „Vice-Chairman“ von „First Spring Corp.“, einem New Yorker Family Office

    - Eleone (Elka) Günzburg (1819–1905), verheiratet mit Chaim Joshua Heschel Rosenberg (1816–1884), russischer Zuckerindustrieller
      - Anna Rosenberg (1838–1876), verheiratet mit Horace Günzburg (siehe oben im Stammbaum, 1833–1909)
      - Louise (Leah) Rosenberg (1840–1905). verheiratet mit Eugène (Yisroel) Ashkenasy, Bankier in Odessa
      - Rosa Rosenberg (1845–1884), verheiratet mit Joseph von Hirsch auf Gereuth (1829–1920), Bankier in Würzburg
      - Rosalie Rosenberg (1848–1904), verheiratet mit Siegmund Herzfelder, Bankier in Budapest
      - Theophilie Rifka Tova Rosenberg (1849–1927), verheiratet mit Siegmund Warburg (1835–1889), Bankier in Hamburg

(Quelle:)